# Steinhaus (Much)
Steinhaus ist ein Ortsteil der Gemeinde Much im Rhein-Sieg-Kreis.

## Lage
Steinhaus liegt im Wahnbachtal und an der Landesstraße 189. Nachbarorte sind Hillesheim im Westen und Herchenrath im Osten.

## Geschichte
Das ursprüngliche Steinhaus war ein Adelssitz mit Turm und Graben. Es wurde 1815 abgebrochen.
1333 wurde ein Ritter Dictus vamme Steinhuis erwähnt. Nachgewiesene Besitzer der Burg waren Dietrich von Hillesheim (1574), Freiherr von Dalwigh (1609), Werner Stael von Holstein (1660), Freiherr von Nagel (1790–1802) und zuletzt Adolf Steeger.
1901 stand hier ein Haus mit 14 Einwohnern. Hier lebten die Familien Ackerer Peter Schürger und Ackerin Witwe Gustav Weber.